# Bahnhof Gelsenkirchen-Rotthausen
Der vormalige Bahnhof Gelsenkirchen-Rotthausen wurde 1998 als Bahnhofsteil des Gelsenkirchener Hauptbahnhofs zu einem Haltepunkt zurückgebaut und ist seither eine Station der S-Bahn Rhein-Ruhr.
Seine Anschrift lautet Karl-Meyer-Str. 58, 45884 Gelsenkirchen.

## Geschichte

### Privatbahnzeit
Zwischen 1866 und 1874 baute die Rheinische Eisenbahn-Gesellschaft (RhE) ihre Ruhrgebietsstrecke von Osterath an der linksniederrheinischen Strecke zum Bahnhof Dortmund RhE, in Konkurrenz zu der Bahnstrecke Witten/Dortmund–Oberhausen/Duisburg der Bergisch-Märkischen Eisenbahn-Gesellschaft (BME), erbaut 1860–1862, und der bereits 1848 fertiggestellten und etwas weiter nördlich verlaufenden Bahnstrecke Duisburg–Dortmund der Köln-Mindener Eisenbahn-Gesellschaft (CME).
Um mit den anderen beiden Gesellschaften besser um die lukrativen Zechenanschlüsse konkurrieren zu können, baute die RhE 1872 zwei Stichstrecken von Kray Richtung Norden. Beide verliefen ohne Zwischenstation parallel bis zur Cöln-Mindener Bahnstrecke Duisburg–Dortmund. Eine von ihnen verlief dann südlich der Cöln-Mindener Strecke und endete im Bahnhof Gelsenkirchen RhE, nicht einmal einen halben Streckenkilometer vom Bahnhof Gelsenkirchen CME entfernt. Die andere kreuzte die Cöln-Mindener Strecke und endete im Bahnhof Schalke RhE als Anschlussgleis der Zeche Wilhelmine Victoria.
1876 wurde auf halber Strecke nahe der Zeche Dahlbusch der Haltepunkt Dahlbusch eingeweiht, der zunächst nur als Zugangsstelle für Fahrgäste diente, zumeist Arbeiter der umliegenden Zechenanlagen, die Zeche selber war bereits am 14. August 1859 von der CME angeschlossen worden.

### Staats- / Reichsbahnzeit
Nach der Verstaatlichung aller (nominell) privaten Eisenbahngesellschaften verknüpften die Preußischen Staatseisenbahnen die Strecken der einzelnen Gesellschaften miteinander, bei doppelt vorhandenen Verbindungen wurden die weniger profitablen aufgegeben. Infolgedessen wurde auch die Strecke von Rotthausen nach Schalke in den 1880er Jahren stillgelegt, der Haltepunkt Rotthausen hingegen 1895 zu einem Bahnhof mit Güterabfertigung ausgebaut, er diente fortan auch als Tarifpunkt für die Zechen Hibernia, Dahlbusch und Wilhelmine–Victoria.
1898 wurde der Bahnhof dann das erste Mal in Bahnhof Dahlbusch-Rotthausen umbenannt, 1907 folgte ein neuerlicher Namenswechsel in Bahnhof Rotthausen (Kreis Essen).
Am 12. September 1903 wurde der Güterverkehr nach Schalke – nunmehr Schalke Süd – wieder aufgenommen, eine Neutrassierung der Einführung in den Bahnhof Rotthausen wurde 1. Dezember 1908 in Betrieb genommen.
1904 wurde eine zusätzliche Strecke von Rotthausen nach Gelsenkirchen errichtet, um eine niveaufreie Einfahrt in den Hauptbahnhof zu erhalten. In der Folgezeit wurde die Strecke zwischen dem Bahnhof Essen-Kray Nord und Gelsenkirchen um- und bis 1908 zweigleisig ausgebaut.
Am 22. Oktober 1914 wurde ein neues Empfangsgebäude eröffnet, nachdem das erste von 1876 abgerissen worden war. 1924 erhielt die Station den heutigen Namen Bahnhof Gelsenkirchen-Rotthausen.

### Bundesbahn / Deutsche Bahn
Zu Beginn der 1960er Jahre wurde der Bahnhof zusammen mit der Strecke von Essen-Kray Nord nach Gelsenkirchen Hauptbahnhof mit Oberleitung versehen und ab dem 27. Mai 1962 elektrisch betrieben.
Nicht nur die Bahn hatte sich von der Kohle abgewandt, infolge der Kohlekrise begann das große „Zechensterben“. Dies führte Ende der 1960er Jahre zu einem starken Rückgang des Güterverkehrs im Ruhrgebiet und zur Außerbetriebnahme vieler Verbindungen. Der Güterverkehr von Rotthausen nach Schalke Süd (der Direktverbindung zur Bahnstrecke Richtung Gelsenkirchen-Hessler unter Umfahrung von Gelsenkirchen Hbf) wurde am 28. Mai 1967 eingestellt, am 1. Juni 1969 folgte ihre Stilllegung.
Nachdem der Bahnhof den überwiegenden Teil seiner Funktionen eingebüßt hatte, riss die Deutsche Bundesbahn Ende der 1970er Jahre das Empfangsgebäude ab und baute einen Großteil der Bahnanlagen zurück. 1984 folgte der Abbruch des Stellwerks, seitdem wird Gelsenkirchen-Rotthausen als Bahnhofsteil des Gelsenkirchener Hauptbahnhofs von dort ferngestellt.
Bevor hier im September 1991 der S-Bahn-Verkehr begann, wurde diese Station von Nahverkehrszügen Essen–Haltern (–Münster) bedient.
Nun nurmehr ein Haltepunkt, wurde er in seinem heutigen Erscheinungsbild am 24. Mai 1998 eröffnet. Dabei wurden die Bahnsteige speziell für den S-Bahn-Verkehr auf 96 cm Höhe umgebaut und rollstuhlgerechte Zugänge ermöglicht.

## Heutige Situation
Der heutige Haltepunkt Gelsenkirchen Rotthausen ist Bahnhofsteil des Gelsenkirchener Hauptbahnhofs und wird von dort ferngestellt.
Es halten ausschließlich Züge des Schienenpersonennahverkehrs:
| Linie | Verlauf | Takt   |
| ----- | --- | ------ |
| S 2   | Dortmund Hbf – DO-Dorstfeld – DO-Wischlingen – DO-Huckarde – DO-Westerfilde – DO-Nette/Oestrich – DO-Mengede – Castrop-Rauxel Hbf – Herne – Wanne-Eickel Hbf – Gelsenkirchen Hbf – GE-Rotthausen – E-Kray Nord – Essen Hbf Stand: Fahrplanwechsel Dezember 2023 | 60 min |

An der nahen Straße Am Dahlbusch besteht Anschluss zur Buslinie 381 der Bogestra.
| Linie | Verlauf | Takt (Mo–Fr) |
| ----- | --- | ------------ |
| 381   | Gelsenkirchen-Rotthausen Landschede – Rotthausen – Gelsenkirchen-Neustadt – Gelsenkirchen Hbf – Schalke Ernst-Kuzorra-Platz – Erle Marktstr. – (Resser Mark – Resse Kirschblütenweg) / (Middelich - Gelsenkirchen-Buer Rathaus (nur abends sowie sonn-/feiertags)) | 20 min       |